# Municipio 10 Little River
El municipio 10 Little River (en inglés: Township 10, Little River) es un municipio ubicado en el  condado de Moore en el estado estadounidense de Carolina del Norte. En el año 2010 tenía una población de 3.760 habitantes.

## Geografía
El municipio 10 Little River se encuentra ubicado en las coordenadas 35°21′3.83″N 79°26′24.9″O / 35.3510639, -79.440250.